# Сахалінлаг
Сахалінський ВТТ (Сахалінлаг) — підрозділ, що діяв в системі виправно-трудових установ СРСР.

## Історія
Сахалінлаг був створений 1948 році. Управління Сахалінлага розташовувалося в селищі Оха, Сахалінська область. В оперативному командуванні він підпорядковувався спочатку ГУЛАГ, з 1950 року Головному управлінню таборів залізничного будівництва (ГУЛЖДС), c 1951 Головному управлінню таборів з будівництва нафтопереробних заводів і та підприємств штучного рідкого палива (Главспецнефтестрой, ГСНС), з 1953 року Управлінню таборів і колоній Управління Міністерства Юстиції по Сахалінській області та з 1954 року Управлінню таборів і колоній Управління внутрішніх справ Сахалінської області.
Максимальна одноразова кількість ув'язнених могла становити понад 15 500 осіб.
З 20.08.48 по 26.07.52 начальником був підполковник Успенський Д.В.
Сахалінлаг припинив своє існування в 1954 році.

## Виконувані роботи
- обслуговування робіт об'єднання «Дальнефть» на Сахаліні,
- буд-во вузькоколійної залізниці Оха-Катангли та автошляхів (у тому числі шосейної дороги Траптун-Оха) для об'єднання «Дальнефть» МНП за договором з об'єднанням «Дальнефть» коштом МНП,
- буд-во нафтопроводу Паромай — Еррі — Гіляко-Абунан, магістрального нафтопроводу Оха-Софійське (до III кв. 1953), житлових будинків для нафтопромислу Паромай,
- пошукові та проєктні роботи по вузькоколійній залізниці на нафтопромислі Паромай (з 14.11.51),
- ремонтні роботи на ділянці нафтопроводу Оха-Софійське і його добудова,
- обслуговування залізничних шляхів, лісоексплуатація, бурові та вантажно-розвантажувальні роботи, робота на кам'яному кар'єрі та в ДОКу.